# Desmopachria liosomata
Desmopachria liosomata är en skalbaggsart som beskrevs av Young 1986. Desmopachria liosomata ingår i släktet Desmopachria och familjen dykare. Inga underarter finns listade i Catalogue of Life.